# سليندر: ذا أريفال
سليندر: ذا أريفال (بالإنجليزية:Slender: The Arrival) ، هي الجزء الثاني من سلسلة ألعاب الرعب لشخصية القاتل سليندر ، وتعمل على نظام مايكروسوفت ويندوزو ماك أو إس عشرة ، وصدرت اللعبة بتاريخ 26 مارس 2013.

## تطوير اللعبة
تظهر اللعبة لأول مرة مجموعة من الوحوش يقومون بمطاردة بطل اللعبة، وشهد على تطوير مراحل اللعبة إلى مايشبه المناطق الطبيعية.

## وصلات خارجية
- Official Slender: The Arrival Trailer
- Official Slender: The Arrival website
- Slender: The Arrival website نسخة محفوظة 9 فبراير 2014 على موقع واي باك مشين. (بالإسبانية)